# Filmchor Berlin
Der Filmchor Berlin ist ein professioneller Chor in Berlin.  Er wurde 2005 von Michael Timm und Sören von Billerbeck gegründet. Aufnahmen fanden hauptsächlich in Kooperation mit dem Filmorchester Babelsberg statt. 
Der Chor ist im Bereich Filmmusik aktiv. So ist er in Produktionen wie The Unknown Known (2013), Pompeii (2014), Tarzan 3D (2014), Das Haus der Krokodile (2012), Die Nonne / La Religieuse (2013), Anonymus (2011), BloodRayne (2005), Schwerter des Königs – Dungeon Siege (2006) und Hunter’s Bride (2009) zu hören.